# Plaque d'immatriculation ivoirienne
 (avril 2025).
La mise en forme du texte ne suit pas les recommandations de Wikipédia : il faut le « wikifier ».
Les points d'amélioration suivants sont les cas les plus fréquents. Le détail des points à revoir est peut-être précisé sur la page de discussion.
- Les titres sont pré-formatés par le logiciel. Ils ne sont ni en capitales, ni en gras.
- Le texte ne doit pas être écrit en capitales (les noms de famille non plus), ni en gras, ni en italique, ni en « petit »…
- Le gras n'est utilisé que pour surligner le titre de l'article dans l'introduction, une seule fois.
- L'italique est rarement utilisé : mots en langue étrangère, titres d'œuvres, noms de bateaux, etc.
- Les citations ne sont pas en italique mais en corps de texte normal. Elles sont entourées par des guillemets français : « et ».
- Les listes à puces sont à éviter, des paragraphes rédigés étant largement préférés. Les tableaux sont à réserver à la présentation de données structurées (résultats, etc.).
- Les appels de note de bas de page (petits chiffres en exposant, introduits par l'outil «  Source ») sont à placer entre la fin de phrase et le point final[comme ça].
- Les liens internes (vers d'autres articles de Wikipédia) sont à choisir avec parcimonie. Créez des liens vers des articles approfondissant le sujet. Les termes génériques sans rapport avec le sujet sont à éviter, ainsi que les répétitions de liens vers un même terme.
- Les liens externes sont à placer uniquement dans une section « Liens externes », à la fin de l'article. Ces liens sont à choisir avec parcimonie suivant les règles définies. Si un lien sert de source à l'article, son insertion dans le texte est à faire par les notes de bas de page.
- La présentation des références doit suivre les conventions bibliographiques. Il est recommandé d'utiliser les modèles {{Ouvrage}}, {{Chapitre}}, {{Article}}, {{Lien web}} et/ou {{Bibliographie}}. Le mode d'édition visuel peut mettre en forme automatiquement les références.
- Insérer une infobox (cadre d'informations à droite) n'est pas obligatoire pour parachever la mise en page.

Pour une aide détaillée, merci de consulter Aide:Wikification.
Si vous pensez que ces points ont été résolus, vous pouvez retirer ce bandeau et améliorer la mise en forme d'un autre article.
 (janvier 2021).
Si vous disposez d'ouvrages ou d'articles de référence ou si vous connaissez des sites web de qualité traitant du thème abordé ici, merci de compléter l'article en donnant les références utiles à sa vérifiabilité et en les liant à la section « Notes et références ».
La plaque d'immatriculation ivoirienne  est un élément permettant d’identifier les engins roulant sur toute l’étendue du territoire ivoirien. Elle est faite en plaque métallique sur laquelle est inscrit une combinaison unique de chiffres et de lettres selon une zone géographique donnée. Elle est destinée à identifier facilement un véhicule terrestre (automobile, motocyclette, camion, etc..). Dans le cas de ces véhicules circulant sur le réseau routier, celle-ci permet de retrouver les auteurs d'infractions au code de la route et les véhicules déclarés volés.

## Historique
Pour une meilleure maîtrise de son parc automobile et  soucieux d’une bonne gestion de ses engins roulants, le gouvernement ivoirien a mis en place des réglementations et des structurations . Ainsi, depuis l’époque coloniale jusqu’à nos jours, les dirigeants de la Côte d’ivoire n’ont cessé de travailler dans ce sens.

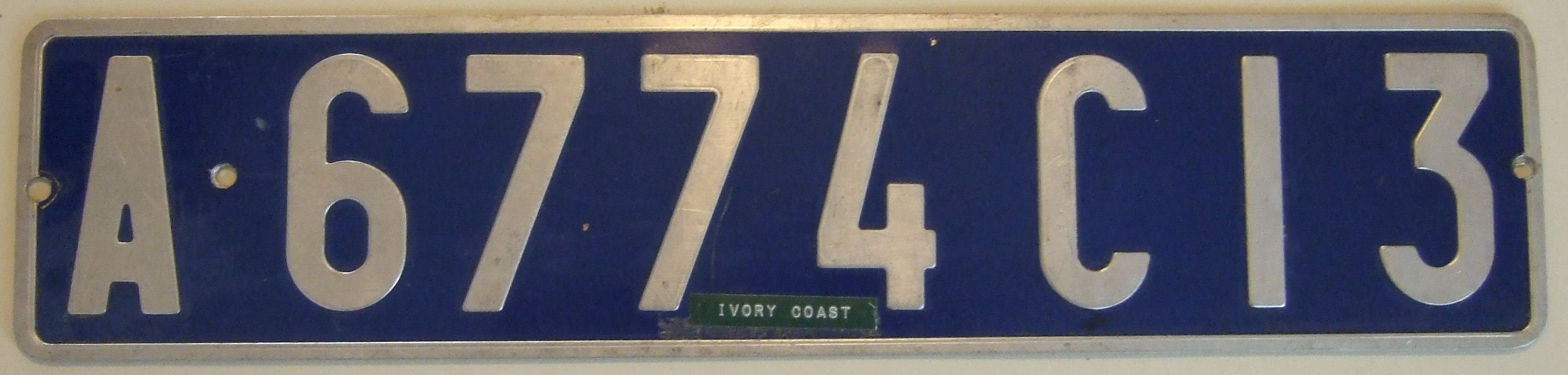
Ancienne plaque d'immatriculation ivoirienne (1982 - 1996).

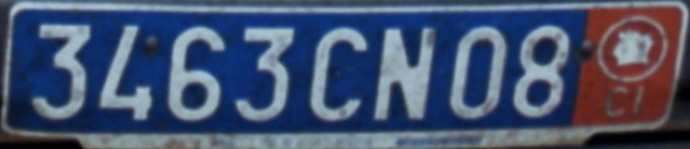
Plaque d'immatriculation ivoirienne. (1997 - 2023)

Avant le 1er juin 2023, les anciennes plaques d'immatriculation ivoiriennes sont composées de 4 chiffres, 2 lettres, 2 chiffres (ces 2 derniers chiffres représentaient la région d'édition de la plaque). Par exemple 4550EG01.

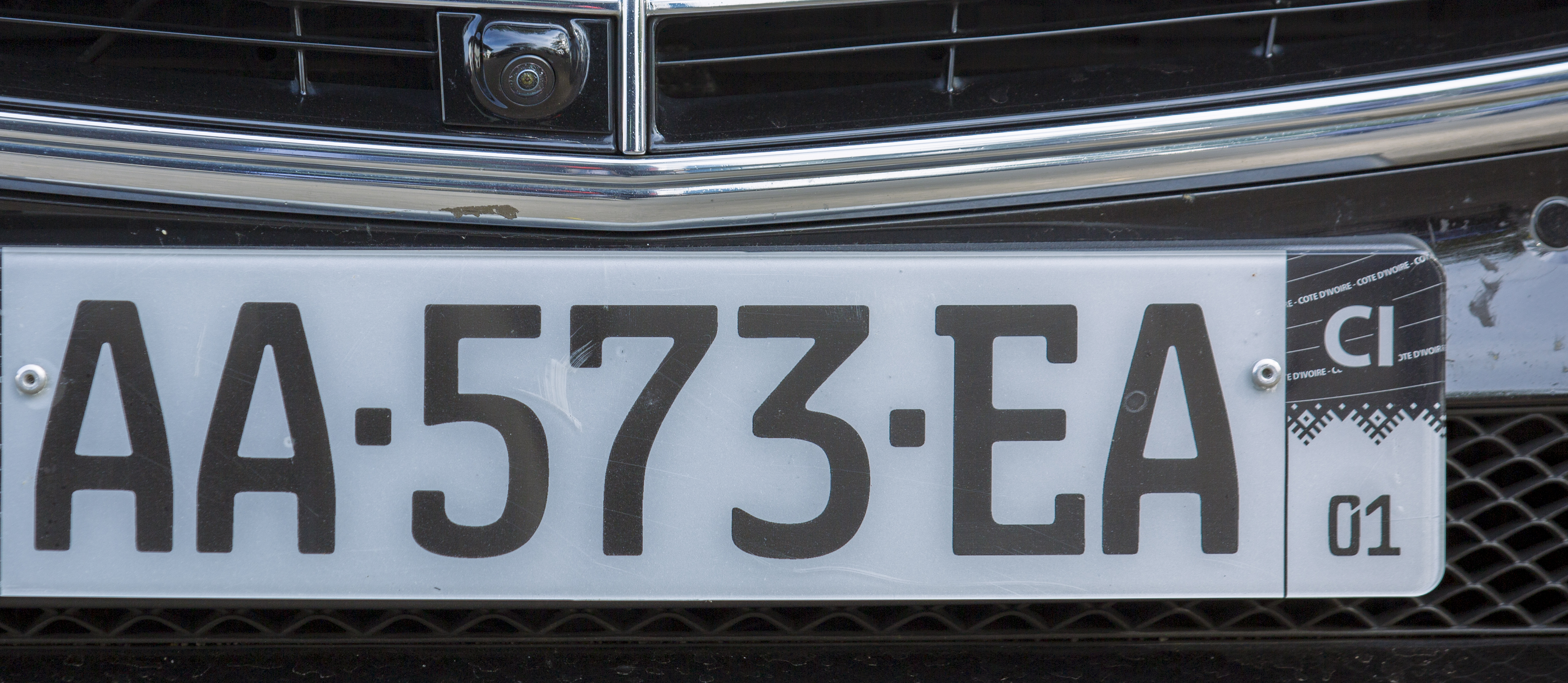
Photo de la plaque d'immatriculation des véhicules ordinaires en 2025

Le système actuel s'inspire des plaques d'immatriculation françaises  telle que AA-123-AA), avec le numéro de la région. La plaque est en en plexiglass. Le nouveau a été mis en place pour être moins reproductible.Depuis 1998, les plaques sont produites par l'entreprise 2GE.

## Nomenclature
En Côte d'Ivoire, la nomenclature des plaques se fait selon 6 désignations distinctes :
- Plaques gouvernementales ;
- Plaques diplomatiques (ambassades, consulats) ;
- Plaques d'institutions internationales ;
- Plaques militaires ;
- Plaques privées ;
- Autres plaques.

### Plaques gouvernementales

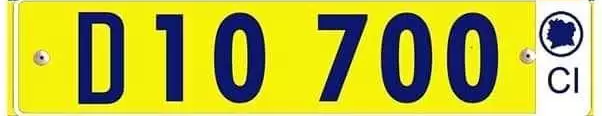
Plaque d'immatriculation jaune

Ces plaques dites gouvernementales, sont celles réservées exclusivement aux membres soit du gouvernement, soit aux institutions ou services administratifs gouvernementaux. Elles sont de couleur jaune et portent des inscriptions noires. Celles-ci se composent toujours de la lettre D et de 2 puis 3 chiffres. Par exemple : D-10-700. Les deux premiers chiffres correspondent au Ministère et les trois derniers chiffres sont donnés par ordre d'importance ou de responsabilité. Notons qu'il est difficile de les répertorier faute d'informations claires à ce sujet. Néanmoins, nous citerons les plus connues, elles sont de plusieurs ordres :
| Institutions et Ministères                                                                        | Format          | Début                   | Fin                     |
| ------------------------------------------------------------------------------------------------- | --------------- | ----------------------- | ----------------------- |
| Présidence de la République                                                                       | D10             | D10 000 D10 700         | D10 499 D10 999         |
| Primature                                                                                         | D10 D16         | D10 500 D16 000         | D10 599 D16 999         |
| Assemblée Nationale                                                                               | D11             | D11 000                 | D11 499                 |
| Garde des Sceaux, Ministère de la Justice, des Droits de l'Homme                                  | D46             | D46 000 / D46 500       | D46 499 / D46 999       |
| Ministère d'État, Ministère de l'Intérieur et de la Sécurité                                      | D18 D48         | D18 000 D26 000 D48 000 | D18 999 D28 999 D48 999 |
| Ministère d'État, Ministère des Affaires étrangères, de l'intégration africaine et de la Diaspora | D24             | D24 000                 | D24 999                 |
| Ministère d'État, Ministère de l'Emploi de la Protection Sociale                                  |                 | D64 000 D37 000         | D64 499 D37 999         |
| Ministère d'État, Ministère du Plan et du Développement                                           | D66             | D66 000                 | D66 499                 |
| Ministère de l'Économie et des Finances                                                           | D29             | D29 000                 | D30 999                 |
| Ministère auprès du Premier Ministre, Chargé du Budget                                            | D29             | D29 000                 | D31 999                 |
| Ministre des Mines, du Pétrole et de l'Énergie                                                    | D71             | D71 000                 | D71 999                 |
| Ministère de la Santé, de l'Hygiène publique et de la couverture maladie universelle              | D54 D55 D56 D57 | D54 000                 | D57 999                 |
| Ministère de l'Éducation nationale et de l'alphabétisation                                        | D43 D37         | D43 000 D37 000         | D43 999 D37 999         |
| Ministère de la Fonction publique                                                                 | D62             | D62 000                 | D62 999                 |
| Ministère de l’Enseignement supérieur et de la Recherche scientifique                             | D45             | D45 000                 | D45 999                 |
| Ministère de la Femme, de la Famille et de l'Enfant                                               | D51             | D51 000                 | D51 999                 |
| Ministère de l'Agriculture                                                                        | D32             | D32 000                 | D32 999                 |
| Ministère du Commerce, de l'Industrie et de la Promotion des PME                                  | D59 D63         | D59 000 D63 000         | D59 999 D63 999         |
| Ministère de la Culture et de la Francophonie                                                     | D25             | D25 900                 | D25 999                 |
| Ministère de la Communication et de l'Économie Numérique                                          | D25             | D25 000                 | D25 399                 |
| Ministère de l’Environnement et du Développement durable                                          | D66             | D66 500 D66 600         | D66 599 D66 999         |
| Ministère du Tourisme                                                                             | D63             | D63 000                 | D63 599                 |
| Ministère de la Construction du Logement et de l'Urbanisme                                        | D67             | D67 000 / D67 500       | D67 499 / D67 999       |
| Ministère des Transports                                                                          | D19             | D19 000                 | D19 999                 |
| Ministère des Eaux et Forêts                                                                      | D74             | D74 000                 | D74 999                 |
| Ministère de l'Intégration Africaine et des Ivoiriens de l'Extérieur                              | D24             | D24 900                 | D24 999                 |
| Ministère des Sports                                                                              | D78             | D78 000                 |                         |
| Ministère de la Jeunesse                                                                          | D25             | D25 799                 | D25 800                 |
| Ministère des Ressources Animales et Halieutiques                                                 | D51             |                         |                         |
| École normale supérieure (ENS)                                                                    | D44             |                         |                         |
| Commission électorale indépendante                                                                | D13             | D13 800                 |                         |
| Cour suprême                                                                                      | D13             | D13 000                 |                         |
| Médiateur de la République                                                                        | D14             |                         |                         |
| Haute Autorité pour la Bonne Gouvernance                                                          | D15             |                         |                         |

### Plaques diplomatiques

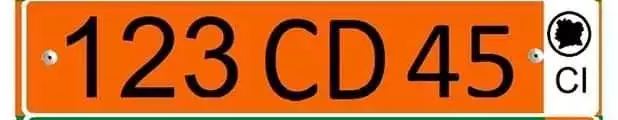
Plaque d'immatriculation orange

Les plaques diplomatiques sont réservées aux corps diplomatiques. Elles sont de couleur orange et portent des inscriptions noires. Elles sont composées de chiffres, suivis des lettres CMD, CD, TT etc.. et enfin de deux chiffres. Les lettres de plaques sont répertoriées comme suit :
- CMD (Chef de la Mission Diplomatique) : Véhicules appartenant aux chefs de missions diplomatiques résidant en Côte d'Ivoire.
- MD (Mission Diplomatique) : Véhicules appartenant aux fonctionnaires des ONG ou organisations internationales résidant en Côte d'Ivoire.
- CD (Corps Diplomatique) : Véhicules appartenant aux agents diplomatiques ou assimilés vivant en Côte d'Ivoire.
  - aux ambassades
  - aux fonctionnaires internationaux résidant en Côte d'Ivoire.
  - aux organismes internationaux domiciliés en Côte d'Ivoire.
- CC (Corps Consulaires) : Véhicules appartenant aux consulats ou aux agents consulaires ou assimilés résidant en Côte d'Ivoire.
- TT : Véhicules appartenant aux personnes servant en Côte d'Ivoire au titre de la coopération technique et celles qui leur sont assimilées.
- TTA : Véhicules appartenant à des personnes qui, ayant leurs résidences hors de la Côte d'Ivoire, ne font qu'un séjour temporaire dans le territoire.

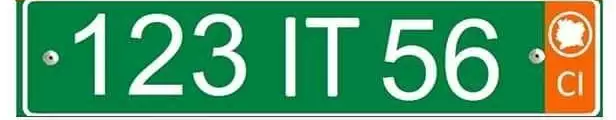

- IT (Immatriculation Temporaire) : Véhicules appartenant aux personnels des ambassades ou organismes internationaux domiciliés en CI et ne pouvant bénéficier de l'immatriculation dans les séries CMD, CD ou CC . Il faut noter que ces plaques-ci quant à elles sont de couleur verte avec des inscriptions blanches à ne pas confondre avec les plaques d'institutions internationales.

### Plaques d'institutions internationales

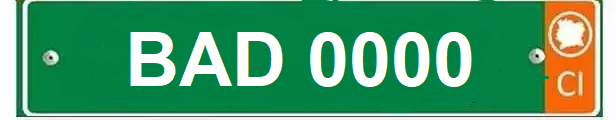
Plaque d'institution verte

Les plaques d'institutions internationales sont réservées aux personnels des institutions internationales ou ambassades (dans ce cas présent elles ont la dénomination IT). Elles sont de couleur vertes et portent des inscriptions blanches. Elles sont composées de lettres au nom de l'institution à laquelle, elle appartient suivies de chiffres. Par exemple BAD-0000.

### Plaques militaires

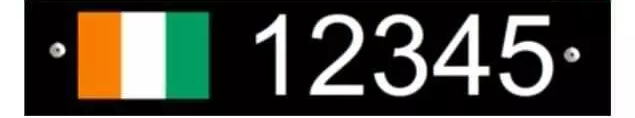
Plaque militaire ivoirienne

Les plaques militaires sont réservées aux véhicules militaires ivoiriens. Elles sont de couleur noire et portent des inscriptions blanches. Elles sont composées du drapeau ivoirien suivi de chiffres. Par exemple 12345. Elles sont différentes selon le service :
| Organisme Militaire   | Immatriculation |
| --------------------- | --------------- |
| Garde Républicaine    | 51              |
| Forces spéciales      | 91              |
| Armée de l'air        | 81              |
| Armée de terre        | 41-31-11        |
| Marine nationale      | 71              |
| Sapeurs-pompiers      | 61              |
| Gendarmerie nationale | 21              |

### Plaques privées

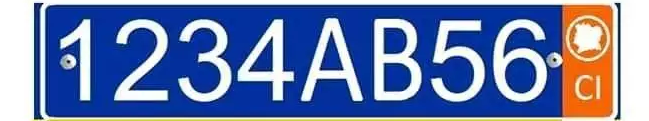
Plaque privée bleue

Le système d’immatriculation automobile privée varie en fonction de l’ancienneté et de la région d'établissement, selon un codage bien établi. Elles sont de couleur bleue et portent des inscriptions blanches. Elles sont composées de 4 ou 5 chiffres, puis suivis de 2 lettres et se termine par 2 chiffres. Par exemple 12345-CI-01. En effet, les plages d’immatriculation privées sont comprises entre A et C, puis entre E et H et enfin entre J et K pour le moment.
Mais la logique tient ici encore de l’ordre alphabétique, dans la limite de la suite de caractères disponibles. Cela dit, les plus anciennes immatriculations sont identifiables de .... AA .. à .... KK .. pour les plus récentes. Par exemple, si tous les numéros de la plage .... FA .. sont assignés, la prochaine suite sera .... FB .. et ainsi de suite.
Par ailleurs, chaque immatriculation privée dispose d’un code à deux chiffres à sa terminaison qui en indique la région d’établissement. Notons par exemple .... GA 02 ou .... HR 04. Ainsi, ce code variera selon que le véhicule ait été immatriculé soit à Abidjan ou à Korhogo, Bouaké, Yamoussoukro, etc.
Correspondances entre les codes et les régions :
| Ville        | Chiffres de plaque | Lettres de plaques | Numéro d'identification de la ville |
| ------------ | ------------------ | ------------------ | ----------------------------------- |
| Abidjan      | .....              | AB                 | 01                                  |
| Daloa        | .....              | AB                 | 02                                  |
| Korhogo      | .....              | AB                 | 03                                  |
| Bouaké       | .....              | AB                 | 04                                  |
| Abengourou   | .....              | AB                 | 05                                  |
| Man          | .....              | AB                 | 06                                  |
| Yamoussoukro | .....              | AB                 | 07                                  |
| Bondoukou    | .....              | AB                 | 08                                  |
| San-Pédro    | .....              | AB                 | 09                                  |
| Odienné      | .....              | AB                 | 10                                  |

### Autres plaques

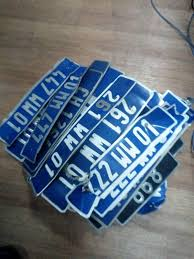

Il faut aussi noter qu'il y a aussi des plaques dont les séries de lettres sont WW ou W. Elles sont de couleur bleu nuit (ou foncé) et inscriptions en gris métallique.
- WW : Ce sont des plaques de types temporaires utilisée sur les véhicules qui ne peuvent pas être immatriculés dans l'immédiat. Soit parce que ceux-ci sortent de l'usine, du magasin ou des entrepôts sous douane pour être conduits, par l'acheteur au lieu de sa résidence en vue de son immatriculation.
- W : Véhicules destinés à la vente ou en essai.